# Cannabisul în România

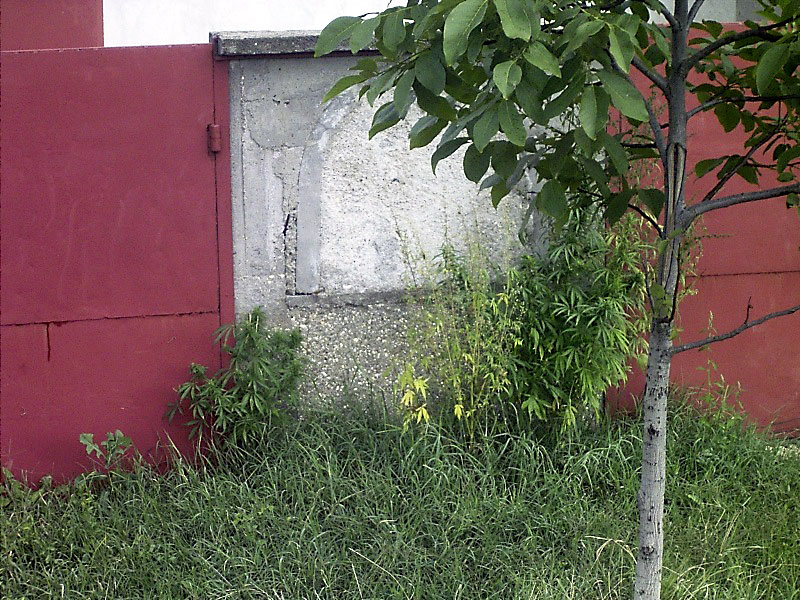
Cannabis ruderalis în România, 2004

În România, consumul de cannabis în scop recreațional este ilegal și este pedepsit prin Legea nr. 143/2000. Cannabisul medicinal a fost legalizat în 2013. Unele din primele dovezi ale utilizării psihoactive a cannabisului au fost descoperite pe teritoriul României, în siturile arheologice de la Frumușica și Gurbănești.

## Legislație

### Istoric
Primele referințe cu privire la această problematică apar în regulamentele privind exercitarea profesiei de farmacist (1830–1864), precum și în legile sanitare din 1874, 1885 și 1893 prin care se impunea obligativitatea autorizării prin obținerea unei diplome de specialitate. Regulamentul drogurilor și vânzării substanțelor medicamentoase brute din 1921 prevede că Direcțiunea Generală a serviciului Sanitar din cadrul Ministerului Sănătății capătă competențe în activitatea de control asupra drogurilor. Ulterior, prin Legea nr. 58/1928 pentru combaterea abuzului de stupefiante sunt introduse în categoria drogurilor opiul, cocaina, hașișul și eterul. Se interzice consumul în public ori cel abuziv, precum și deținerea, producerea, comercializarea fără autorizație medicală și facilitarea traficului ilicit de stupefiante. În 11 aprilie 1933 România aderă la Convenția internațională privind limitarea fabricării și reglementarea distribuirii narcoticelor semnată la Geneva, la data de 13 iulie 1931. În Codul penal infracțiunea de trafic de stupefiante este introdusă în 1936, în Titlul al VIII-lea, intitulat „Delicte contra sănătății publice”, prin art. 382.
Schimbarea de regim din România aduce cu sine noi prevederi legislative. Prin Decretul nr. 256/1952 înregistrarea agenților economici care desfășoară activități în care folosesc substanțe și produse toxice la organul Miliției devine obligatorie. Ulterior, Hotărârea Consiliului de Miniștri nr. 1626/1960 ratifica Protocoalele încheiate la 11 decembrie 1946 și 19 noiembrie 1948, care amendaseră convențiile anterioare privind instituirea controlului drogurilor. Decretul nr. 12/27 ianuarie 1965 prevede sancțiunile aplicabile în cazul săvârșirii faptei de comercializare a drogurilor.
Legea nr. 73/1969 privind regimul produselor și substanțelor stupefiante și Instrucțiunile nr. 103/1970 pentru executarea acestei legi prevăd ca faptele de „producere, deținere sau orice operație privind circulația produselor ori a substanțelor stupefiante, cultivare în scop de prelucrare a plantelor care conțin asemenea substanțe, prescriere de către medic, fără a fi necesar, a produselor sau a substanțelor stupefiante, organizarea sau îngăduirea consumului acestora în anumite locuri” ca fiind infracțiuni. Decretul nr. 476/1979 are drept scop principal o clasificare a stupefiantelor, prezentând, pe de o parte, distincțiile dintre acestea, iar pe de altă parte, produsele și substanțele toxice.
Schimbarea de regim politic din 1989 marchează începutul unei noi mișcări în plan legislativ. Prin Legea nr. 118/1992 România aderă la Convenția asupra substanțelor psihotrope. Însă, până la apariția legii din prezent, traficul de stupefiante era sancționat prin art. 312 din Codul penal, modificat prin Legea nr. 140/1996. Conținutul art. 312 viza „producerea, deținerea sau orice operațiune privind circulația produselor ori substanțelor stupefiante sau toxice, cultivarea în scop de prelucrare a plantelor care conțin astfel de substanțe ori experimentarea produselor sau substanțelor toxice, toate acestea fără drept”. Forma infracțiunii săvârșite organizat prezintă o sancțiune a închisorii mai mare. De asemenea, prescrierea de către medic, fără drept, a unor asemenea substanțe reprezintă infracțiune.

### Situația din prezent
Legislația principală care reglementează regimul juridic al cannabisului în România este Legea nr. 143/2000 privind prevenirea și combaterea traficului și consumului ilicit de droguri. Conform acestei legi, cannabisul – definit ca plantă sau elemente din plantă (muguri), rezină de cannabis (hașiș) și ulei de cannabis – este clasificat în Tabelul Anexă nr. III, fiind considerat un drog de risc. De asemenea, în mod distinct, substanța pură tetrahidrocanabinol (THC) este prevăzut de Tabelul Anexă nr. I drept drog de mare risc.
O caracteristică esențială a legislației române este că aceasta nu face distincție în funcție de concentrația de tetrahidrocanabinol (THC). Prin urmare, orice produs vegetal care provine din planta de cannabis, indiferent dacă este comercializat sub denumirea de "flori CBD", este supus aceluiași regim juridic penal, iar deținerea sau comercializarea sa fără drept constituie infracțiune. Această interpretare strictă a legii este aplicată constant de către organele de urmărire penală .

##### Deținerea de cannabis pentru consum propriu
Articolul 4 alin. (1) din Legea 143/2000 incriminează deținerea de droguri de risc pentru consum propriu, fără drept. Fapta se pedepsește cu închisoare de la 3 luni la 2 ani sau cu amendă. În practica judiciară, pentru consumatori aflați la prima abatere și pentru cantități mici, instanțele pot dispune soluții alternative la închisoare, precum renunțarea la aplicarea pedepsei, amânarea aplicării pedepsei sau suspendarea executării pedepsei sub supraveghere.

##### Traficul de cannabis
Operațiunile de trafic intern, definite de art. 2 alin. (1) din lege (care includ cultivarea, producerea, vânzarea, distribuirea, transportul, procurarea sau oferirea), se pedepsesc cu închisoare de la 3 la 10 ani. Pentru traficul internațional (introducerea sau scoaterea din țară a drogurilor de risc), pedeapsa este mai aspră, fiind cuprinsă între 5 și 15 ani de închisoare.

##### Conducerea autovehiculelor sub influența cannabisului
Conducerea unui vehicul sub influența cannabisului sau a altor substanțe psihoactive este o infracțiune distinctă, prevăzută de art. 336 alin. (2) din Codul Penal, pedepsită cu închisoare de la 1 la 5 ani.
O clarificare fundamentală a fost adusă de Înalta Curte de Casație și Justiție (ÎCCJ) prin Decizia nr. 25 din 27 ianuarie 2025. Aceasta a hotărât că simpla prezență a unei substanțe psihoactive în probele biologice (sânge sau urină) nu este suficientă pentru a se reține infracțiunea de conducere sub influența substanțelor psihoactive (drogurilor). Completul a statuat că, pentru a fi îndeplinită condiția de "aflat sub influență", trebuie să se stabilească cumulativ atât prezența substanței, cât și aptitudinea (capacitatea) acesteia de a putea determina o afectare a capacității de a conduce. Această decizie a înlăturat prezumția absolută de vinovăție bazată exclusiv pe un rezultat pozitiv al testului toxicologic și a deschis calea pentru o analiză de la caz la caz, bazată pe expertize medico-legale care să stabilească dacă substanța era activă și în ce concentrație se afla la momentul conducerii.

## Cannabinoizi sintetici și semi-sintetici
În ultimii ani, pe piața din România au apărut numeroase produse ce conțin canabinoizi sintetici sau semi-sintetici, vândute adesea online ca alternative "legale", însă de cele mai multe ori fiind vorba tot despre substanțe interzise de legile române.

### HHC (Hexahidrocanabinol)
Printr-o modificare legislativă intrată în vigoare la 29 martie 2025, substanța HHC a fost adăugată în Tabelul Anexă nr. III al Legii 143/2000, fiind astfel clasificată oficial ca drog de risc. În consecință, orice operațiune neautorizată (producere, vânzare, deținere etc.) cu produse ce conțin HHC este supusă acelorași pedepse prevăzute pentru cannabis.

## Cannabis medicinal
În 2013, a apărut o știre falsă că România ar fi devenit al zecelea stat din Europa care a legalizat consumul de cannabis în scopuri medicale. Cu toate acestea, nu există niciun medicament pe bază de cannabis pe piața românească și nici vreo cerere de comercializare a unui astfel de produs.
În 2019, ca urmare a depășirii termenului de adoptare, Senatul României (for consultativ) a adoptat tacit un proiect de lege care legaliza consumul de cannabis medicinal în Romania. Legea a fost trimisă la Camera Deputaților (for decisiv), unde a rămas blocată până în prezent.